# Soul of the Holy Land: August 1973
Soul of the Holy Land: August 1973 – koncertowe DVD amerykańskiego muzyka Raya Charlesa, wydane w 2004 roku. Przedstawia ono koncert Charlesa w Tel Awiwie, który odbył się w ramach trasy koncertowej muzyka po Izraelu w 1973 roku.
Występ zarejestrowany na Soul of the Holy Land: August 1973 był również jednym z tych, które cieszyły się największym zainteresowaniem fanów, podczas trwania izraelskiej trasy koncertowej Raya. Wszystkie bilety wyprzedane zostały w zaledwie kilka godzin od wprowadzenia ich do obiegu.

## Lista utworów
1. „Arrival”
2. „I Surrender, Dear” (Barris, Clifford)
3. „The Long and Winding Road” (Lennon, McCartney)
4. „Hold on, I’m Coming”
5. „I’ll Never Stand in Your Way” (Heath, Rose)
6. „First Visit”
7. „Let the Good Times Roll” (Moore, Theard)
8. „Hava Nagila”
9. „Heaven Help Us All” (Miller)
10. „Yesterday” (Lennon, McCartney)
11. „Feel So Bad” (Johnson, Temple)
12. „Look What They’ve Done to My Song, Ma” (Melanie)
13. „Holy Land Tour”
14. „Shake”
15. „I Can’t Stop Loving You” (Gibson)
16. „Finale”